# Bruchhausen (Höxter)
Bruchhausen ist eine Ortschaft in Nordrhein-Westfalen und gehört zur Stadt Höxter.

## Geografie
Der bis 2011 staatlich anerkannte Luftkurort Bruchhausen mit seinen 610 Einwohnern liegt etwa 10 km südwestlich von Höxter.
Der Silberbach fließt durch den Ort und mündet dort in die Nethe.

## Geschichte
Im Jahr 963 wurde Bruchhausen erstmals urkundlich erwähnt. Der Ort gehörte bis 1803 zum Stift Corvey und anschließend bis 1807 zum Fürstentum Corvey. Von 1807 bis 1813 bildete Bruchhausen eine Gemeinde im Kanton Beverungen des Departements der Fulda im Königreich Westphalen und fiel dann an Preußen. 1816 kam die Gemeinde zum neuen Kreis Höxter, in dem sie zum Amt Beverungen gehörte. Am 1. Januar 1970 wurde Bruchhausen durch das Gesetz zur Neugliederung des Kreises Höxter mit den elf Gemeinden des Amtes Höxter-Land und der Stadt Höxter zur neuen Stadt Höxter zusammengeschlossen.

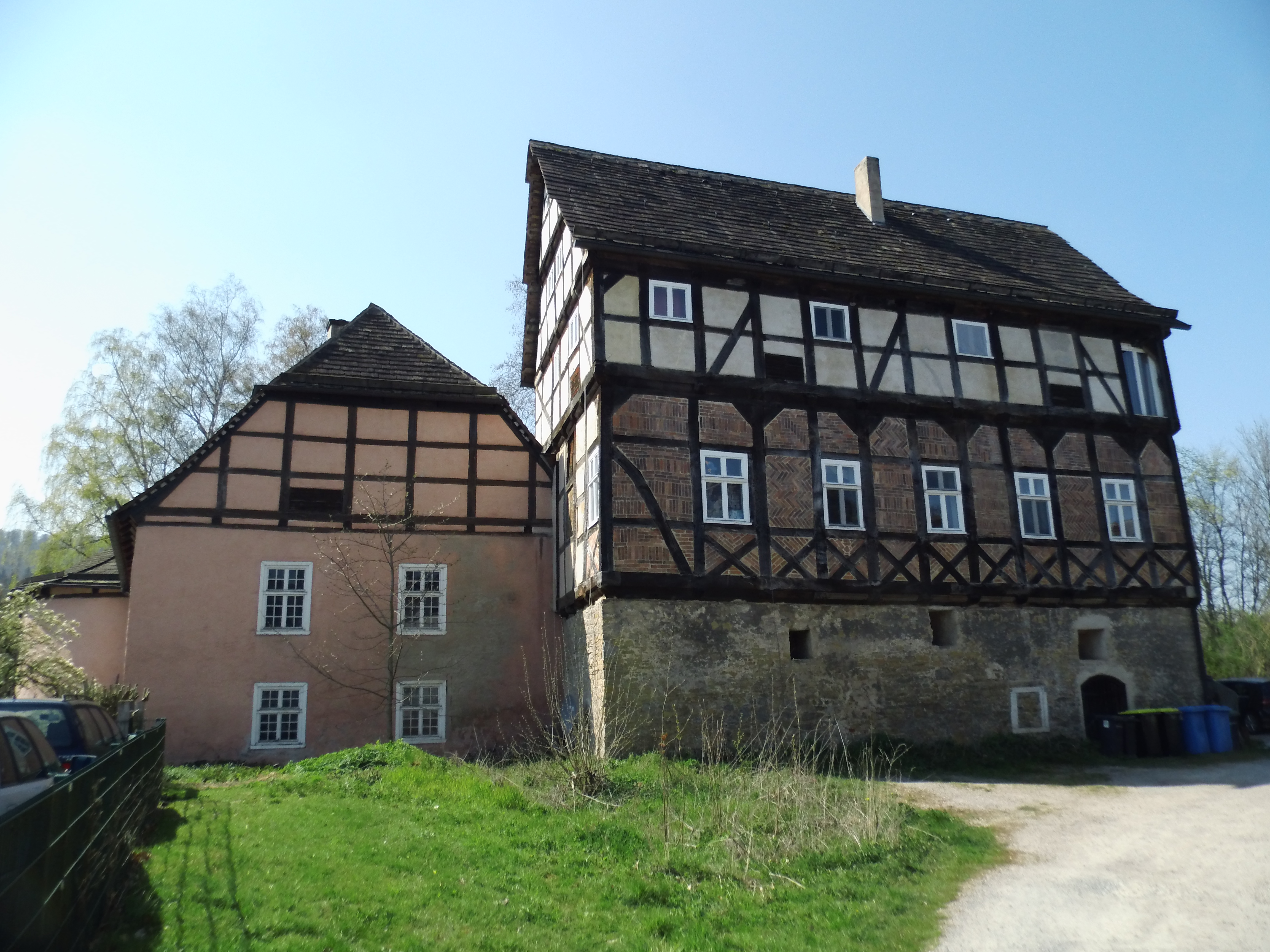
Schloss
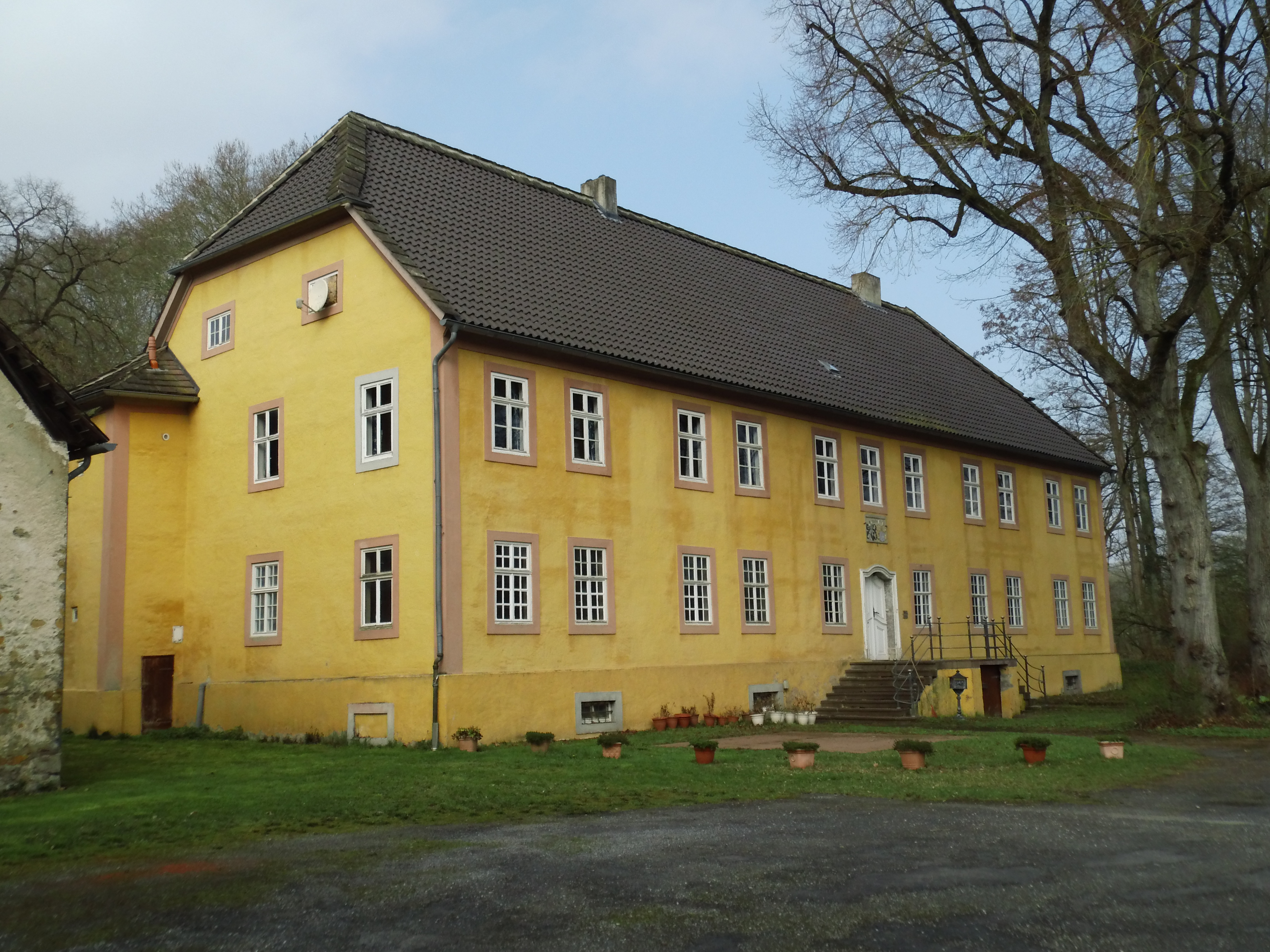
Herrenhaus

Im Ort stehen ein Renaissanceschloss von 1582 mit einem Fachwerkflügel von 1687 und ein barockes Herrenhaus von 1777. 1699 wurde die Kapelle auf dem Schlossgelände gestiftet. Besitzer waren die 1450 ausgestorbenen Herren von Bruchhausen als Corveyer Lehnsnehmer, von diesen gelangte das Gut um 1450 an die von Mense gen. von Bruchhausen und 1524/1537 durch eine Erbtochter an die Herren von Kanne zu Lügde. 1884 kauften die Freiherren Wolff-Metternich den Besitz und bewohnen ihn bis heute.

### Einwohnerentwicklung
| Jahr       | Einwohner | Quellen |
| ---------- | --------- | ------- |
| 1821       | 562       | [ 3 ]   |
| 1843       | 837       | [ 4 ]   |
| 1864       | 760       | [ 5 ]   |
| 1871       | 642       | [ 6 ]   |
| 1885       | 624       | [ 7 ]   |
| 1895       | 711       | [ 8 ]   |
| 01.12.1910 | 717       | [ 9 ]   |
| 1925       | 757       | [ 10 ]  |
| 1933       | 788       | [ 10 ]  |
| 1939       | 809       | [ 10 ]  |
| 1946       | 1218      | [ 11 ]  |
| 06.06.1961 | 848       | [ 12 ]  |
| 31.12.1969 | 741       | [ 13 ]  |
| 23.06.1998 | 736       | [ 14 ]  |
| 31.12.2003 | 811       | [ 14 ]  |
| 31.12.2005 | 787       | [ 14 ]  |
| 31.12.2006 | 782       | [ 14 ]  |
| 31.12.2007 | 781       | [ 14 ]  |
| 30.06.2008 | 785       | [ 14 ]  |
| 30.06.2011 | 729       | [ 14 ]  |
| 31.12.2013 | 727       | [ 15 ]  |
| 31.12.2015 | 670       |         |
| 31.12.2016 | 660       | [ 16 ]  |
| 31.12.2017 | 627       | [ 17 ]  |
| 31.12.2020 | 610       | [ 1 ]   |

## Kirchen und Veranstaltungen

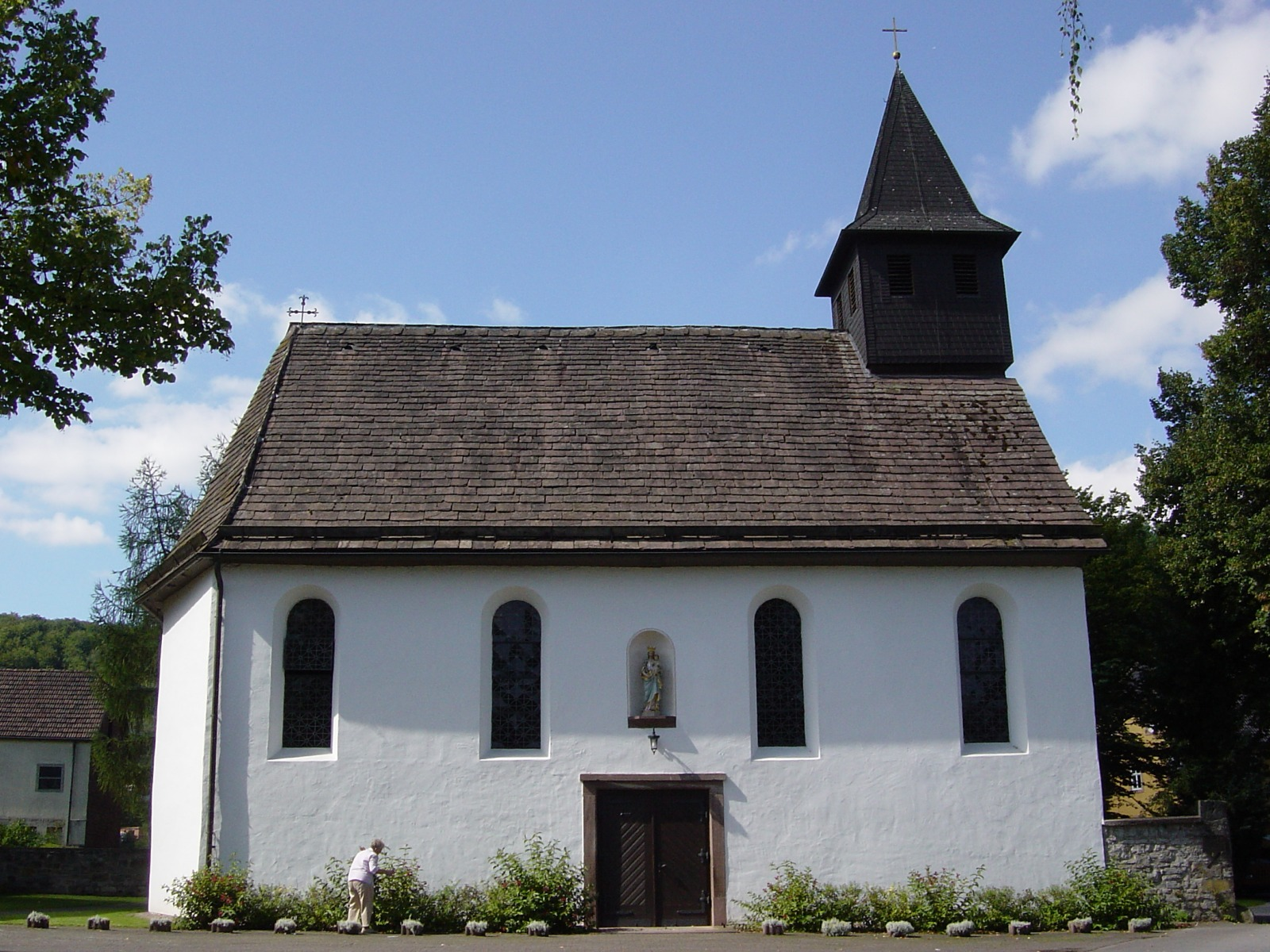
Katholische Kirche St. Marien

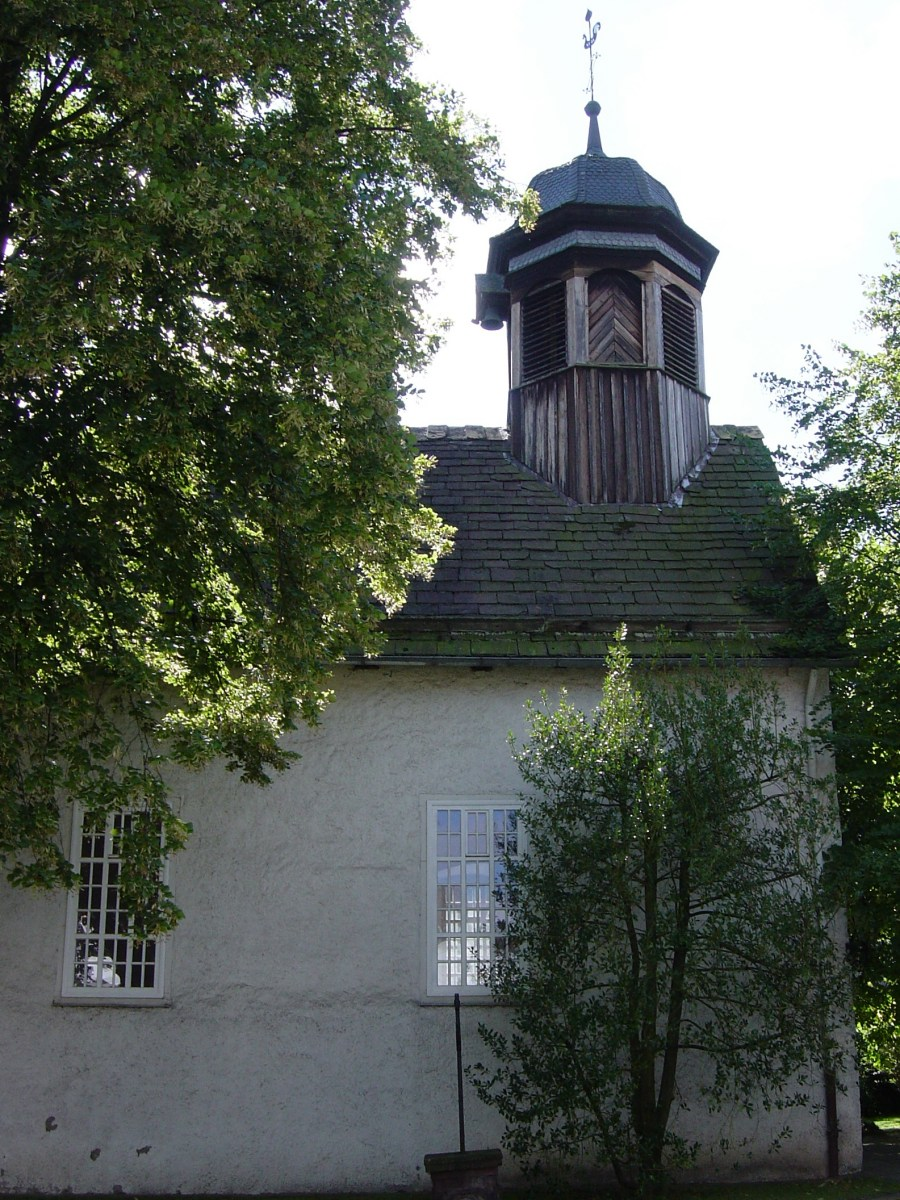
Evangelische Kirche

Im Zentrum des Ortes befinden sich zwei Kirchen.
Die evangelische Laurentiuskirche wurde 1432 errichtet und die katholische Kirche St. Marien wurde 1699 erbaut.
Jeweils am zweiten Wochenende im August findet in Bruchhausen das Laurentiusfest mit Flohmarkt, Volkslauf und Kirmes statt.

## Verkehr
Aus südlicher Richtung kommend führt die Landesstraße L 890 durch den Ort und weiter über das benachbarte Ottbergen und Bosseborn nach Ovenhausen.
Der Radweg R 2 führt, von Brakel kommend, durch Bruchhausen und über Amelunxen und Godelheim bis zur Mündung der Nethe in die Weser, wo Anschluss an den Weserradweg (R 99) besteht.

## Söhne und Töchter
- Salomon Ludwig Steinheim (Pseudonym: Abadjah Ben Amos) (1789–1866), jüdischer Mediziner, Religionsphilosoph und Gelehrter

## Belege
1. 1 2 3  Kreis Höxter – Einwohner in den Stadtteilen der 10 kreisangehörigen Städte. In: Kreis Höxter. Abgerufen am 21. September 2021.
2. ↑  Martin Bünermann: Die Gemeinden des ersten Neugliederungsprogramms in Nordrhein-Westfalen. Deutscher Gemeindeverlag, Köln 1970, S. 108.
3. ↑  Statistisch-Topographische Uebersicht des Regierungs-Bezirks Minden 1821. In: Digitale Sammlungen ULB Münster. S. 34 ff, abgerufen am 3. März 2014.
4. ↑  Geographisch-statistisch-topographische Übersicht des Regierungsbezirks Minden 1845
5. ↑  Topographisch-statistisches Handbuch des Regierungs-Bezirks Minden 1866
6. ↑  Die Gemeinden und Gutsbezirke der Provinz Westfalen 1871
7. ↑  Gemeindelexikon für die Provinz Westfalen 1885. Abgerufen am 16. März 2025.
8. ↑  Gemeindelexikon für die Provinz Westfalen: Volkszählung 1895
9. ↑  Gemeindeverzeichnis 1900: Landkreis Höxter
10. 1 2 3  Michael Rademacher: Hoexter. Online-Material zur Dissertation, Osnabrück 2006. In: eirenicon.com.
11. ↑  Volkszählung 1946
12. ↑  Martin Bünermann, Heinz Köstering: Die Gemeinden und Kreise nach der kommunalen Gebietsreform in Nordrhein-Westfalen. Deutscher Gemeindeverlag, Köln 1975, ISBN 3-555-30092-X, S. 171.
13. ↑  Martin Bünermann, Heinz Köstering: Die Gemeinden und Kreise nach der kommunalen Gebietsreform in Nordrhein-Westfalen. Deutscher Gemeindeverlag, Köln 1975, ISBN 3-555-30092-X, S. 106.
14. 1 2 3 4 5 6 7  Stadt Höxter > Zahlen & Fakten (Memento vom 6. Januar 2013 im Webarchiv archive.today)
15. ↑  Stadt Höxter >
16. ↑  Zahlen & Fakten 2016
17. ↑  Stadtportrait Höxter 2017